# Blodplättar

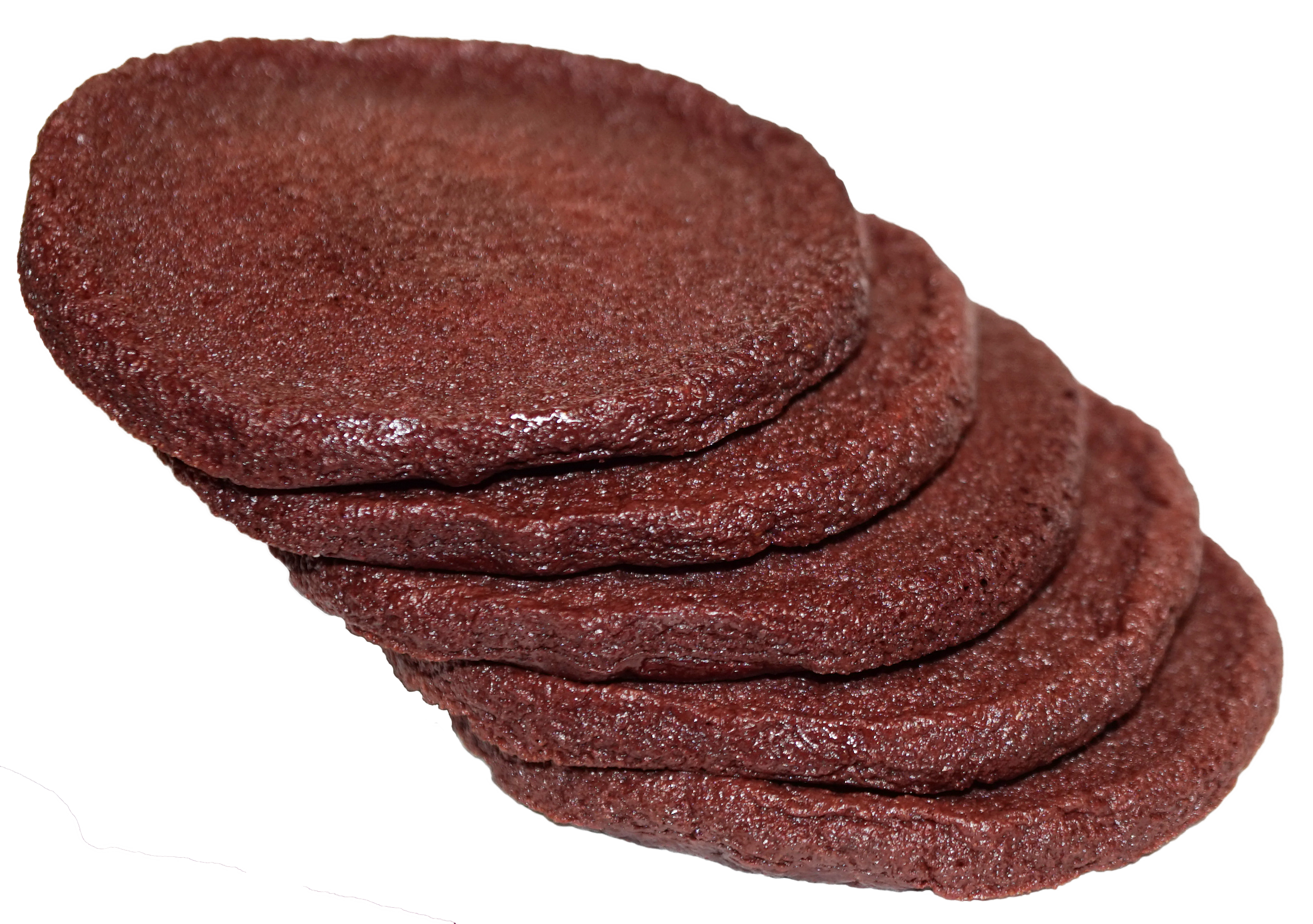
Blodplättar finlandais.

Les blodplättar (en suédois ; veriohukainen, verilätty ou verilettu en finnois ; verikäkk en estonien), sont un plat servi en Finlande, en Estonie, en Suède et en Norvège, composé de sang fouetté, d'eau ou de pilsner, de farine et d'œufs.
Les blodplättar peuvent être frites dans une poêle à frire. Les crêpes sont généralement servies avec des airelles écrasées ou de la confiture d'airelles, parfois avec de la viande de porc ou de renne.
En suédois, le mot peut également être utilisé pour désigner les plaquettes sanguines.